# Taras Panteleimonowitsch Poljakow
Taras Panteleimonowitsch Poljakow (russisch Тарас Пантелеймонович Поляков; * 14. Juni 1954 in Moskau) ist ein russischer Museologe und Hochschullehrer.

## Leben
Poljakow studierte an der philologischen Fakultät der Lomonossow-Universität Moskau mit Abschluss 1976. Als einer der Ersten in der Sowjetunion fertigte er eine Kandidat-Dissertation zur Methodologie der Projektierung von Ausstellungen in Museen an, die er 1989 verteidigte.
Ab 1989 arbeitete Poljakow in Moskau im Russischen Institut für Kulturologie zunächst als führender wissenschaftlicher Mitarbeiter und dann als Leiter der Abteilung für Museologie und Aktualisierung des Kulturerbes. Dort ist er Dozent am Lehrstuhl für Museologie. 1998 erhielt er den Preis des Kulturministeriums für sein Lehrbuch Kak delat musei?

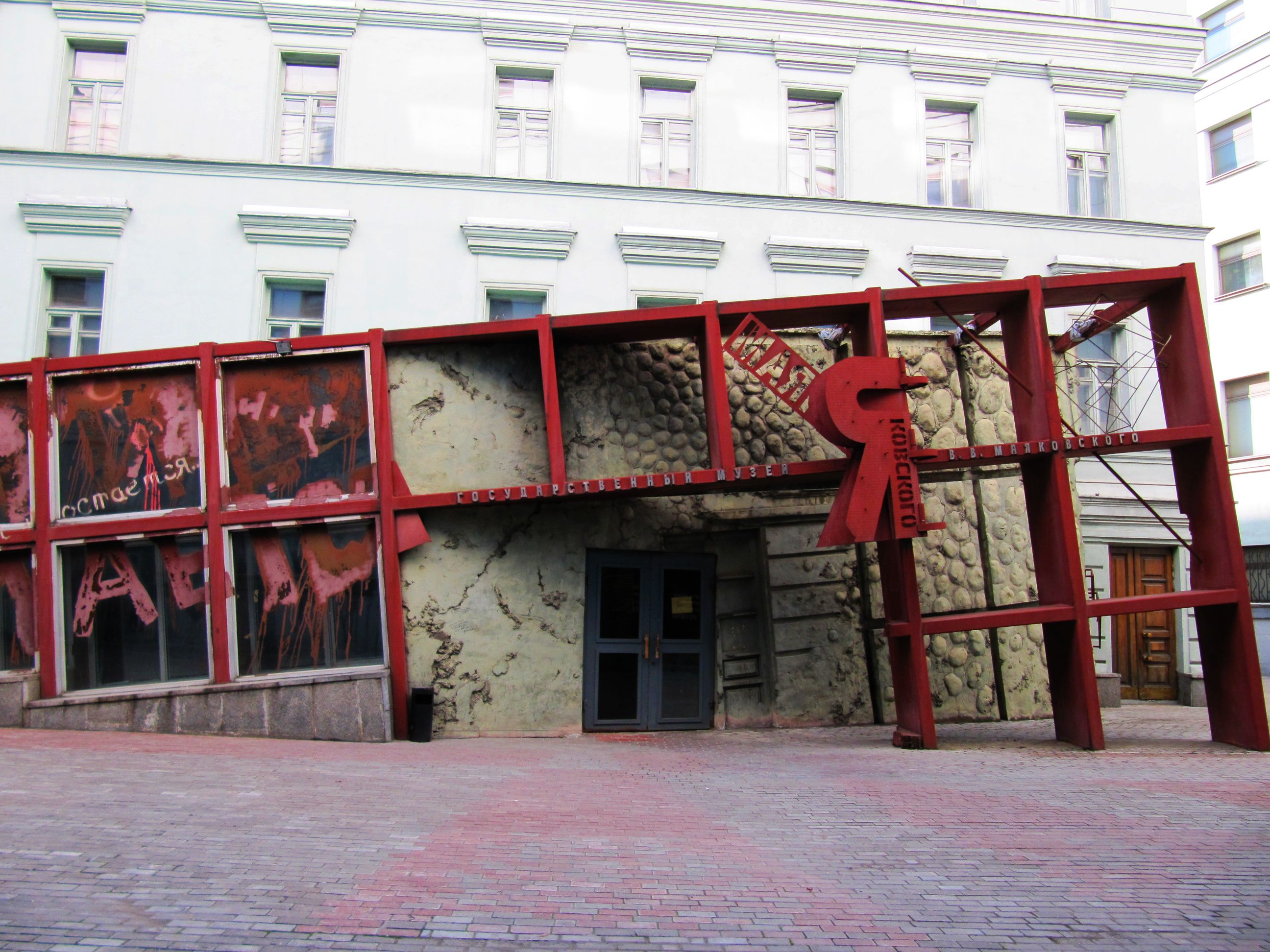
Majakowski-Museum, Moskau

Poljakow entwickelte die Ausstellungskonzepte für das Chlebnikow-Museum in Astrachan (1986), das Tschkalow-Museum in Tschkalowsk (1986), das Bulgakow-Museum in Moskau (1990), das Museum für Geschichte und Kultur des Gebiets an der mittleren Kama in Sarapul (1991), das Kaliningrader Museum für Geschichte und Kunst (1991), den Puschkin-Museumspark Michailowskoje im Rajon Puschkinskije Gory (1996), das Dostojewski-Museum in Nowokusnezk (1999), den Blok-Museumspark Schachmatowo im Rajon Solnetschnogorsk (2000), das Museum für Geschichte und Architektur in Rjasan (2004), das Tschukowski-Bibliotheksmuseum in Peredelkino (2005), das Gogol-Museum in Moskau (2009), das Okudschawa-Museum in Peredelkino (2009), das Tschischewski-Museum in Kaluga (2009) und das Paustowski-Museum in Moskau (2012).
Poljakows bekanntestes Werk ist die zusammen mit dem Künstler Jewgeni Abramowitsch Amaspur und dem Architekten Andrei Wladimirowitsch Bokow erarbeitete Ausstellungsgestaltung für das Majakowski-Museum in Moskau, das 1989 eröffnet worden war.
Seit Januar 2014 arbeitet Poljakow im Russischen Lichatschow-Forschungsinstitut für Kultur- und Naturerbe. Gegenwärtig ist er Vizeleiter des Zentrums für Untersuchung und Projektierung von Museen.